# Ducat d'Albufera
El títol de duc d'Albufera va ser creat el 1813 per Napoleó per al Mariscal suchet, com a recompensa d'haver pres la ciutat de València.

## Nobles que han tingut el títol
1. 1813-1826: Louis-gabriel, Comte Suchet, Duc D'albufera I Mariscal D'imperi (1770-1826)
2. 1826-1877: Napoleó III, Comte Suchet, Duc D'albufera (1813-1877), fill del precedent
3. 1877-1925: Raoul Napoleó, Comte Suchet, Duc D'albufera (1845-1925), fill del precedent
4. 1925-1953: Louis Joseph, Comte Suchet, Duc D'albufera (1877-1953), fill del precedent
5. 1953-1995: Louis Victor André, Comte Suchet, Duc D'albufera (1905-1995), fill del precedent
6. 1995-2006: Napoléon Casa Joseph, Comte Suchet, Duc D'albufera (1912-2006), germà del precedent.
7. 2006-actualitat: Emmanuel, Comte Suchet, Duc D'albufera (nascut el 1944), fill del precedent.

## Armes
Descripció heràldica: 
- A l'1, d'or, a quatre varetes de cares, tres ferros de piques de diners, enquadernant sobre-el tot
- Al 2, de diners, a la torre de sorra, superada de tres torretes igualment
- Al 3, esquarterat de cares, en torre de sorra i d'or, en l'arbre de sinople
- Al 4, de diners, a tres pals ondulats de blau
- Al 5, de blau, en una galera, superada de "Sag" i acompanyada de punta d'un dofí i d'una petxina, el tot de diners
- Al 6, d'or, a quatre varetes de cares, al peu de lliri de diners, que enquaderna sobre-el tot
- Al 7, de blau, a la torre de sorra, superada de tres torretes i esplanada de sinople
- Al 8, d'or, a cinc estrelles de blau, formulades en cadena
- Sobre el tot tallat: a l'1, marxat dels comtes militars de l'Imperi i d'or, al mig-robatori caigut de sorra; al 2, de cares, al lleó léopardé de diners, que passa sobre un pont de bosc d'or, i que té un ram d'olivera d'aquest.